# Angeboren
Als angeboren werden alle Eigenschaften von Lebewesen genannt, welche bereits bei ihrer Geburt angelegt sind.
In der Fachsprache der Ärzte werden in diesem Zusammenhang die Bezeichnungen kongenital (auch congenital) und konnatal gelegentlich gleichbedeutend genutzt, obwohl zwischen beiden Unterschiede bestehen:
- kongenital (eingedeutscht und zuvor über das englische congenital aus dem lateinischen congenitalis oder congenitus entlehnt, für von Geburt an[1][2]) bedeutet in einem weiten Sinne bei der Geburt vorhanden; es wird dabei nicht unterschieden, ob ein Merkmal vererbt oder im Mutterleib neu erworben wurde.
- konnatal (in ähnlicher Weise über das englische connatal und dieses zuvor aus dem lateinischen natalis entlehnt, für [an]geboren[3][4]) bezieht sich enger auf Merkmale, welche bei der Geburt vorhanden sind und beispielsweise durch intrauterine Einflüsse, also im Mutterleib, erworben wurden.